# Años 1750
Los años 1750 fueron una década que comenzó el 1 de enero de 1750 y finalizó el 31 de diciembre de 1759.

## Acontecimientos
- La Guerra de los Siete Años (1756-1763) entre dos alianzas rivales: por un lado el Reino de Gran Bretaña, Hanóver y Prusia; por otro Austria, Francia, la Rusia Imperial, Sajonia y Suecia.
- Primera Revolución Industrial
- Tratado de Aranjuez (1752)
- 1755: Ocurre el gran terremoto de Lisboa en Portugal.

## Personas destacadas
- Manuela Beltrán (f. 1781), campesina colombiana que participó en la insurrección de los comuneros contra España (en 1781).
- Mary Wollstonecraft (1759-1797), escritora británica.